# Sumrak (roman)
Sumrak je roman o ljubavi između vampira i smrtne djevojke kojeg je napisala američka spisateljica Stephenie Meyer. Izdan je u tvrdim koricama 2005. godine. U njemu upoznajemo sedamnaestogodišnju Isabellu "Bellu" Swan koja se seli iz Phoenixa, Arizona u Forks, Washington i saznaje da je njen život u opasnosti kada se zaljubi u vampira, Edwarda Cullena.

## Sadržaj
Isabella Swan, najčešće zvana Bella, seli se iz sunčanog Phoenixa, Arizona u kištoviti Forks, Washington gdje će živjeti sa svojim ocem, tako da njezina majka, Reneé, može putovati sa svojim novim mužem, Philom Dwyerom, baseballskim igračem. Iako u Phoenexu nikad nije imala mnogo prijatelja, Bella uskoro otkriva kako je predmet znatiželje u svojoj novoj školi u Forksu, gdje se sprijateljuje s nekoliko učenika i učenica. Na njezin užas, nekoliko dečki se natječe koji će prvi privući njenu pažnju.
No unatoč tome njoj pažnju privuče obitelj Cullen. Bilo ih je petero. Čim ih je ugledala vidjela su da su natprirodno lijepi. Svi su bili jako blijedi, imali su, čak, bijelu kožu. Novostečene prijateljice joj otkrivaju da su njih petero posvojeni, a posvojio ih je doktor Carlisle Cullen i njegova žena Esme. Pomislila je da je najljepša plava djevojka imenom Rosalie koja je bila s najkrupnijim od njih - Emettom. Zatim ju je zadivila i sitna i vrckasta Alice i njezin partner Jasper koji se držao jako ukočeno. No unatoč svima njima najviše joj je pažnje privukao Edward Cullen. Bio je sam, a prijateljice su joj objasnile da je prekrasan, ali da se ponaša kao da niti jedna nije dovoljno dobra za njega. 
Na satu biologije morala je sjesti baš pored njega no uočila je da ju nekako ljutito gleda i usput stvara krajnju napetost između njih. To dovodi Bellu do zaključka da je mrzi.
Nakon sata je čak čula da je htio zamijeniti satove kako nebi morao sjediti s njom. Mnogo je razmišljala o tome i na kraju je zaključila da će ga pitati što mu smeta jer se još nisu ni upoznali. No drugi dan Edwarda nije bilo. Ostali Cullenovi su bili ovdje, ali Edwardu ni traga. To se nastavilo do kraja tjedna. Bella se već prestala nadati da će razrješiti probleme s njim, kada se jednog dana odjedanput pojavio pokraj nje na satu biologije. Ovaj put ju je gledao drugačije i čak je počeo razgovor s njom i ona je shvatila da se počeo zanimati za njenu životnu priču. No i dalje ima nešto čudnog u njegovom ponašanju, a osim toga primijetila je da se mijenja njegova boja očiju. Prvi put oči su mu bile potpuno crne, a sada su medeno smeđe. Jednog dana na parkiralištu Bella je stajala kod svog kamioneta i gledala prema Edwardu na drugom kraju parkirališta kad je odjednom vidjela kako prema njoj juri kamionet klizeći po ledu. Već je pomislila da je gotovo kada se odnikud pojavio Edward i zaustavio kamionet. Nakon što je ugledala udubljene na kamionu u obliku Edwardovog ramena, shvaća da je kamion udario njega i tako ju je zaštitio. Bella mu se kasnije suprotstavlja zbog bizarnosti situacije, ali Edward ne želi pričati o tome. Kako vrijeme prolazi, Edward i Bella su sve češće meta jedan drugome iako Edward očajnički pokušava držati Bellu što dalje od sebe, ali shvaća da mu nije to nije lako.
Tijekom izleta na plažu u La Pushu, Bella saznaje od svog prijatelja Jacoba da postoje Quileute i hladni. Rekao je da legedne kažu da Quileute potječu od vukova, a među njih spada i on i njegova obitelj, a da u hladne spadaju Culleovi. Napomenuo je i da ne vjeruje u to pa da se nebi trebala previše zabrinjavati time.
Unatoč tome Bella je počela istraživati. Kada su njezine prijateljice Jessica i Angela išle u Port Angeles kako bi kupile haljine, Bella je krenula s njima kako bi posjetila lokalnu knjižnjicu. No kada se odvoji od svojih prijateljice upada u nevolju, što kod nje nije ništa neobičnog. Kada je hodala pustim uličicima oko nje se stvorila grupica pijanaca. Nije imala kamo, no odjednom se pojavi Edwardov srebreni Volvo. Bella je bila zbunjena, ali je na njegovu naredbu da uđe u auto poslušno pristala. Kada su se vozili u autu Edward je bio jako uzrujan. Kada su došli do restorana u kojem se Bella trebala naći s prijateljicama, cure su već išle van. Objasnile su joj da su je dugo čekale, ali da je nije bilo pa su već jele. Edward im rekao da bi bilo bolje ako je on počasti večerom i obećao je da će je odvesti kući. Za večerom Bella otkriva da Edward može čitati misli. Može pročitati misli svakog čovjeka, osim njenih. Rekao je da mu se ona čini daleko i nedostižno i da više nema snage držati se podalje od nje. Tako su odlučili da će se normalno družiti. Kada su se vozili kući ruke su im se slučajno dodirnule pa je osjetila da mu je koža neobično hladna. Umjesto da je odvede doma odveo ju je u šumu. Tamo joj je objasnio da je vampir. Nije ju to previše iznenadilo jer je naslućivala nešto takvo. Ispričao joj je kako već neko vrijeme ima 17 godina. Carlisle ga je spasio od umiranja od španjolske gripe i objasnio je da on ljude u vamprie transformira samo kada je to jedini način da osoba ostane živa. Također joj je spomenuo da su oni vampiri vegetarijanci, jer piju samo životinjsku krv, a da se suzdržavaju od ljudske. Priznao joj je da se na početku onako ponašao samo zato što ga je njena krv jako privlačila te da još uvijek žudi za njom, ali da jako uživa u njenom društvu. Spomenuo je da skoro svaki vampir ima neku posebnu moć, kao na primjer on može čitati misli, a njegova sestra Alice može proricati budućnost, koja je jako nesigurna jer se uvijek sve može promijeniti. A Jasper može promijeniti raspoloženje osoba u prostoriji. Pokazao im je i zašto se ne pojavljuju u školi kada je sunce. Naime, na svijetlu im koža svjetluca poput kristalića. Da se takvi pojave u javnosti ljudi bi znali da su drugačiji. Nakon dugog razgovora, Edward je Belli prizano da je zaljubljen u nju. 
Drugi dan su u školu došli zajedno i zagrljeni. Pogledi su bili uprti u njih, a najviše ljubomore pokazivao je Bellin prijatelj Mike koji je od prvog dana pokazivao simaptije prema njoj, no ona ga je uporno odbijala. 
Bella i Edward su postajali sve bliskiji, izmjenjivali su nježnosti, ljubili se, grlili. Edwardu je bilo jako teško. Trebala je velika snaga da se suzdrži da je ne ugrize, ali je uspjevao. Nakon što je Bella Edwarda predstavila svom ocu, a on nju svojoj obitelji, krenuli su na igranje bejzbola. Ekipu je činila obitelj Cullen. I sve bi bilo dobro da se nije pojavio manji koven vampira koji je već neko vrijeme u gradu i koji ubija ljude kako bi se nahranili. U kovenu je bio Laurent i par - Viktoria i James. Osjetili su da je čovjek u blizini. Na njihovu nesreću, James je bio tragač. Kada si postavi cilj da će nekoga ubiti ne odustaje dok to ne ostvari. Jedini način da ga se zaustavi je da ga se ubije. Laurent je upozorio obitelj Cullen i rekao da napušta svoj koven. No Viktoria je pomagala svom dragom Jamesu. Cullenovi su morali spasiti Bellu pod svaku cijenu. 
No James je namamio Bellu u njen stari baletni studio. Ona je mislila da je zarobio njenu majku, no uspostavilo se da je to bila sam prijevara. Bella je zapravo pobjegla iz sigurnog okrilja kojeg su joj pružai Cullenovi jer joj je James preko telefona zaprijetio da će joj ubiti majku ako dovede bilo kojeg od svojih prijatelja. Kada je došla James ju je počeo mučiti i sve je to snimao kako bi Edward sve vidio i kako bi se htio osvetiti. To bi njemu bila još samo jedna igra. No na njegovu nesreću Edward je našao Bellu na vrijeme. No James je ipak uspio ugristi Bellu i jedini način da je spase od transformacije u vampira bio je taj da joj Edward isiše otrov iz krvi. Transformacija je inače jako bolna. Događa se kroz tri dana i to je najgore iskustvo koje se može proživjeti. Edward nikada nije radio nešto teže. Tako je žudio za njenom krvlju, ali uspio je. Uspio je spasiti Bellu. Bella se probudila u bolnici. Imala je gips na nogi i bila je sva u zavojima. No uspjeli su. Ubili su Jamesa, Bella je dobro, ostala je čovjek i svi su sretni. No Viktoria je ostala živa i znali su da će doći jednog dana kako bi osvetila smrt svog dragog.
Nakon oporavka Edward je Bellu odveo na maturalnu. Odjednom se tamo pojavio njen prijatelj Jacob. Poslao ga je otac da joj prenese poruku kojojm joj poručuje neka se riješi svog dečka, te da je bolje da se ne druži s njim. Naravno Bella i Jacob mislili su da je to jako glupo. Na kraju je Bella izrazila Edwardu svoju želju da želi postati vampir kako bi mogla ostati s njim zauvijek. No on to odbija uz objašnjenje da to nije dobar život, da joj je bolje ovako. Umjesto da je ugrize poljubio ju je i ona je bila zadovoljna. Bar zasada. Jer je bila uz osobu koju neizmjerno voli i bez koje više nebi mogla zamisliti život.

## Korice (naslovna stranica)
Stephenie Meyer je napomenula da jabuka predstavlja zabranjeno voće iz Knjige Postanka. Ona također predstavlja Bellinu spoznaju dobra i zla.

## Film
Studio koji je snimao film je Summit Entertainment. Premijera filma je bila 12. prosinca 2008.
Glumci/uloge:
- Kristen Stewart, kao Isabella Swan
- Robert Pattinson, kao Edward Cullen
- Taylor Lautner, kao Jacob Black
- Michael Welch, kao Mike Newton
- Michael Welch, kao Eric Yorkie
- Peter Facinelli, kao Carlisle Cullen
- Kellan Lutz, kao Emmett Cullen
- Christian Serratos, kao Angela Weber
- Elizabeth Reaser, kao Esme Cullen
- Nikki Reed, kao Rosalie Hale
- Ashley Greene, kao Alice Cullen
- Rachelle Lefevre, kao Victoria
- Anna Kendrick, kao Jessica Stanley
- Jackson Rathbone, kao Jasper Hale
- Cam Gigandet, kao James
- Billy Burke, kao Charlie Swan
- Sarah Clarke, kao Reneé
- Gil Birmingham, kao Billy Black
- Edi Gathegi, kao Laurent
- Solomon Trimble, kao Sam Uley

## Serijali Stephenie Meyer
- Sumrak
- Mladi mjesec
- Pomrčina
- Praskozorje

## Vanjske poveznice
- Službena stranica Stephenie Meyer
- Hrvatski Sumrak forum  Arhivirana inačica izvorne stranice od 12. rujna 2008. (Wayback Machine)
- Hrvatski Twilight forum
- FFČ-Hrvatski Sumrak forum  Arhivirana inačica izvorne stranice od 30. rujna 2008. (Wayback Machine)